# Faëton
Faëton Of Reuckeloze Stoutheit is een treurspel van Joost van den Vondel uit 1663. Het verhaal is ontleend aan de Metamorfosen van Ovidius, waarvan Vondel een Nederlandse vertaling heeft gemaakt. Het stuk werd in 1685, zes jaar na Vondels dood, voor het eerst opgevoerd.

## Rolverdeling (Personagiën)
Tussen haakjes staat de Latijnse vorm volgens Ovidius.
- Klymene (Clymene): Faëtons moeder
- Faëton (Phaeton): de zoon van Febus en Klymene
- Zonnelingen: de drie dochters van Febus en Klymene
- Febus (Phoebus): de zonnegod Apollo (die in het Grieks de bijnaam Foibos, "de stralende", had)
- Juno: de vrouw van Jupiter
- De Hemelraad
- De Faam: de boodschapster van de goden
- Jupijn (Jupiter): de oppergod van de Olympus
- Rei van de Uren

## Verhaal

### Eerste bedrijf
Voor zonsopgang brengt Klymene haar zoon Faëton en haar drie dochters, die ze de "zonnelingen" noemt, naar het Zonnehof, de woning van de zonnegod Febus. Ze vertelt dat Febus hun vader is, maar ze krijgt hier meteen spijt van, als ze hoort dat Faëton deze bekentenis wil gebruiken om zijn oom Epafus, die altijd de spot met hem drijft, de mond te snoeren.
- Rei van de Uren: Lofzang op de dageraad

### Tweede bedrijf
Febus erkent dat hij de vader is van de kinderen van Klymene, en om zijn verklaring kracht bij te zetten belooft hij elk verzoek in te willigen dat zijn kinderen van hem vragen. Tot ontsteltenis van iedereen vraagt Faëton om een dag lang de Zonnewagen te mogen mennen. Febus beseft meteen dat de "roekeloze overmoed" in de titel niet alleen op Faëton slaat maar ook op zijn eigen lichtzinnige eed.
- Rei van de Uren: Kinderen beantwoorden de liefde van de ouders niet

### Derde bedrijf
Als Febus het verhaal van Prometheus vertelt, die streng werd gestraft omdat hij het vuur van de Zonnewagen had gestolen, schrikt Klymene. Maar Febus stelt haar gerust: hij zal zelf garant staan voor de schade die Faëton eventueel aanricht. Dan arriveert Juno en ze klaagt dat de veren van de pauwen, die haar rijtuig trekken, zijn verschroeid. De lucht staat in brand en ze vraagt waarom hij de Zonnewagen niet ment. De stamelende Febus wordt door Juno scherp van repliek gediend. Ze waarschuwt: Faëton speelt met vuur! Overstromingen zijn de boeren gewend, maar nu dreigt er een vuurvloed!
- De Rei van de Uren bezingt met het onheilspellende ritme van een uurwerk de onverbiddelijke voortgang van de tijd

### Vierde bedrijf

Peter Paul Rubens, De val van Phaëton, olieverf op doek, National Gallery of Art, Washington

Juno brengt de Hemelraad op de hoogte van de situatie. Tijdens het overleg komt de Faam aangevlogen. Ze doet verslag van Faëtons rit: Bij het vertrek merken de paarden al dat de wagen lichter is dan anders. Faëton kan ze niet in bedwang houden en ze verlaten het zonnespoor. De sterrenbeelden voelen de hitte. De Grote Beer wil in zee springen, de Slang sist en de Kleine Beer vlucht weg. Faëton schrikt van de Schorpioen die in doodsangst zijn angel naar hem uitsteekt. Hij ziet dat onder hem de aarde in brand staat. Rivieren verdampen, akkers worden as. De watergodinnen raken in paniek en moeder Aarde roept om hulp. Als Jupiter opdaagt, geeft Juno hem de schuld: hij gaf het slechte voorbeeld met zijn buitenechtelijke relaties en nu zitten ze opgescheept met Febus' roekeloze bastaardzoon die zich zo nodig moet bewijzen. Voor hij ingrijpt, wil Jupiter eerst met Febus overleggen. Febus vraagt de goden om Faëton nog een kans te geven, misschien haalt hij het wel. Maar het is te laat. De Zonnewagen dreigt al neer te storten. Jupiter roept zijn arend om te redden wat er te redden valt.
- Rei van de Uren: Vergeefse smeekbede aan de adelaar om Faëton nog wat tijd te geven

### Vijfde bedrijf
De Faam vertelt aan Febus hoe een woedende Jupiter de jongen neerbliksemt. Faëton valt in de Eridaan en wordt door de Hesperiden aan land gebracht. Ze begraven hem in aanwezigheid van zijn moeder, zijn zusters en Cycnus (Cygnus), de koning van Ligurië en Faëtons neef. De zonnelingen veranderen in populieren, die tranen van hars huilen, en de treurende Cycnus wordt een zwaan. Als teken van rouw versluiert Febus zijn gezicht. De wereld zal het voortaan zonder zijn zonnestralen moeten doen. Maar Jupiter beveelt hem zich te vermannen. Hij moet de Zonnewagen repareren en de volgende dag weer oprijzen in het oosten.

## Ontstaan

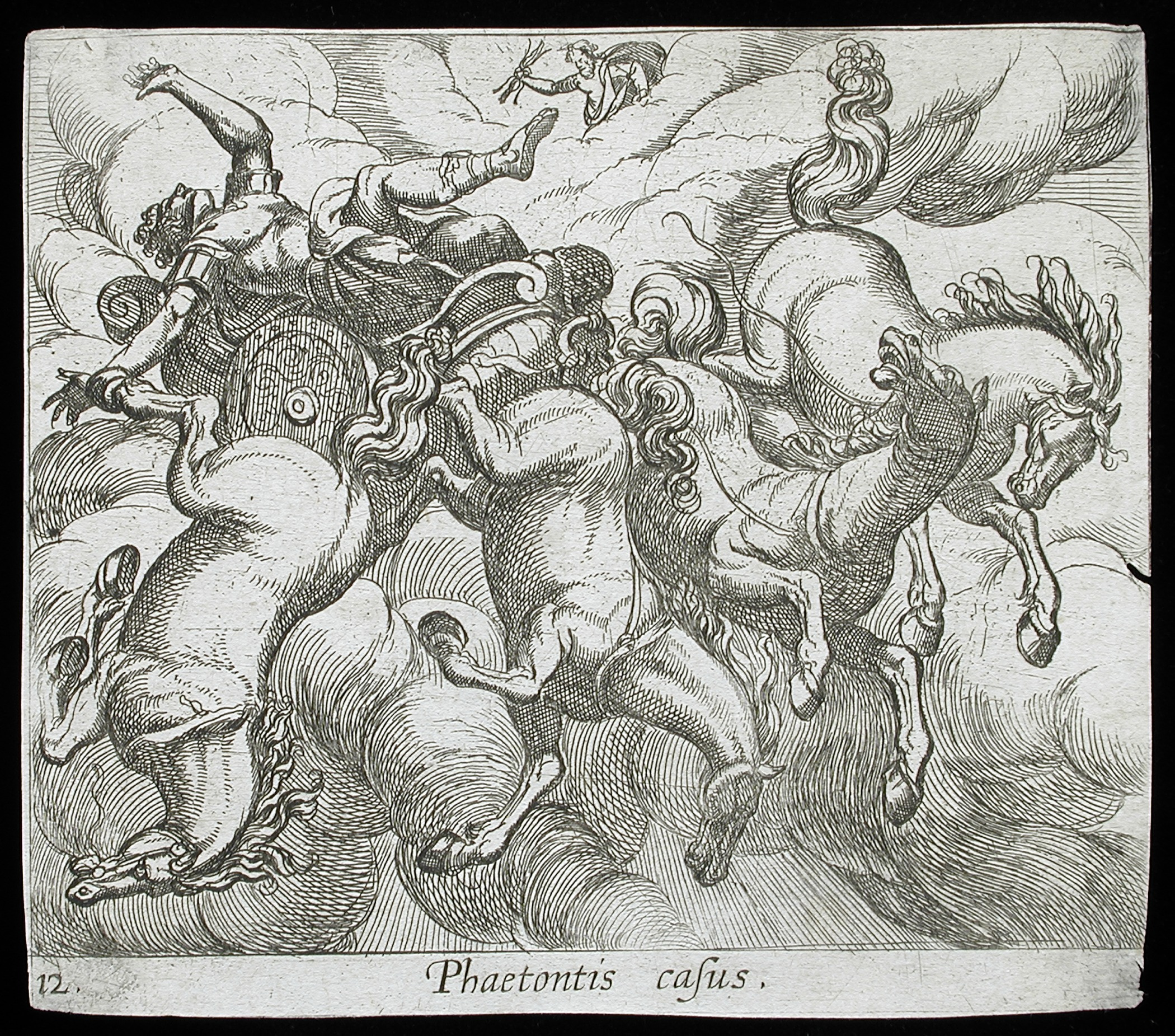
Antonio Tempesta, Phaetonis casus (De val van Phaëton), 1606, ets

De precieze aanleiding tot het schrijven van het treurspel is niet bekend. Er is een verband gelegd met de dood van Vondels zoon Joost, die onderweg naar Indië was omgekomen. Het zal zeker in zijn achterhoofd hebben meegespeeld, maar als rechtgeaarde renaissancedichter zal hij zeker niet een gebeurtenis uit de privésfeer hebben verheven tot onderwerp van een treurspel – in zijn ogen de hoogste kunstvorm.
Het verhaal over Faëton is afkomstig uit de Metamorfosen van Ovidius, waarvan in 1671 Vondels vertaling onder de titel Herscheppinge zou verschijnen. Het is waarschijnlijk dat hij rond 1663 zich al met de episode over Faëton had beziggehouden. In sommige gedeelten volgt Vondel Ovidius nauwkeurig maar er zijn ook verschillen. Terwijl Ovidius nog wel bewondering voor het lef van Faëton heeft, ziet Vondel er alleen maar "roekeloze overmoed" in. Het stuk is immers bedoeld als een voorbeeld en waarschuwing voor staatshoofden en regenten; of wilde Vondel alleen maar die indruk wekken om zijn keuze voor een heidens onderwerp te rechtvaardigen? Wat is dan zijn echte drijfveer geweest om het toneelstuk te schrijven?
De inhoud van het derde en het vierde bedrijf, die in een classicistisch drama altijd de kern vormen van het toneelstuk, heeft Vondel juist niet aan Ovidius ontleend. Vondel ruimt veel plaats in voor een soort rechtbankdrama op de Olympus, waarbij Juno de aanklager, Febus de advocaat en Jupiter de rechter is. Het gaat Vondel kennelijk vooral om de schuldvraag: Wie is er verantwoordelijk? Faëton, omdat hij zo roekeloos is om de zonnewagen te willen besturen, of zijn vader Febus, die zo roekeloos is om zijn toestemming te geven? En misschien nog belangrijker: wat is een eerlijke straf voor Faëtons vergrijp? In deze afweging schuilt de tragiek van het stuk, want ook al is Faëton geen Prometheus, die willens en wetens de goden trotseerde, de gevolgen van Faëtons overmoed zijn zo groot dat het onmogelijk is zijn leven te sparen. Vondelkenner Smit zag Faëton als het sluitstuk van een trilogie over recht en onrecht. De andere delen zijn Adonias en Batavische gebroeders die Vondel ervoor had geschreven. Omdat in Faëton een in wezen onschuldige jongen ter dood wordt veroordeeld, is de zaak in dit geval ethisch gezien nog complexer en problematischer dan in de vorige twee toneelstukken. Smit veronderstelt dat dit de belangrijkste reden voor Vondel was om het drama te schrijven. Hij kon zo het thema van de vorige stukken – in combinatie met het motief van de peripeteia of "staetverandering" – nog verder uitdiepen.
Waarschijnlijk hebben ook kunstzinnige inspiratiebronnen een rol gespeeld. Zo bestaat er een prent door Jacob Vennekool  (naar Jacob van Campen) van een onuitgevoerd ontwerp voor de beschildering van het plafond van de Burgerzaal van het nieuwe Stadhuis op de Dam. Een van de afbeeldingen stelt de val van Phaëton voor. Verder moet Vondel in elk geval de prent van Antonio Tempesta gekend hebben, want in het voorwoord bij zijn voorafgaande toneelstuk, Batavische gebroeders, prijst hij "de kunstige printen van Tempeest" die hem bij het schrijven geïnspireerd hadden. Ook Rubens en Hendrick Goltzius hebben de val van Faëton diverse keren uitgebeeld. Zo is er de (onvoltooide) reeks prenten naar tekeningen van Goltzius uit circa 1590, die diverse episodes uit de Metamorfosen van Ovidius in beeld brengen, waaronder het verhaal van Faëton.

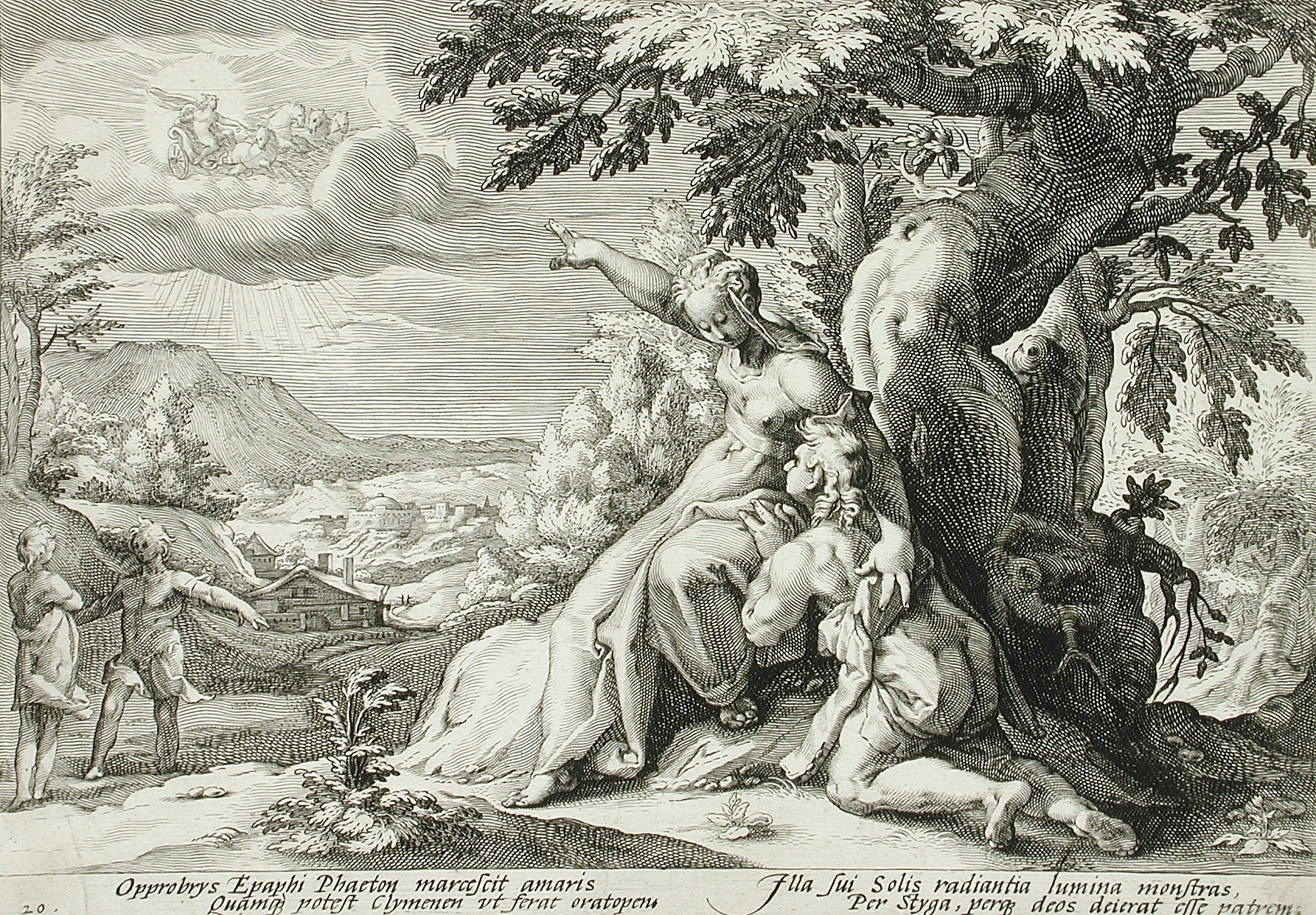
Klymene spoort Phaëton aan naar de Zonnegod te gaan. (bron: Los Angeles County Museum of Art)
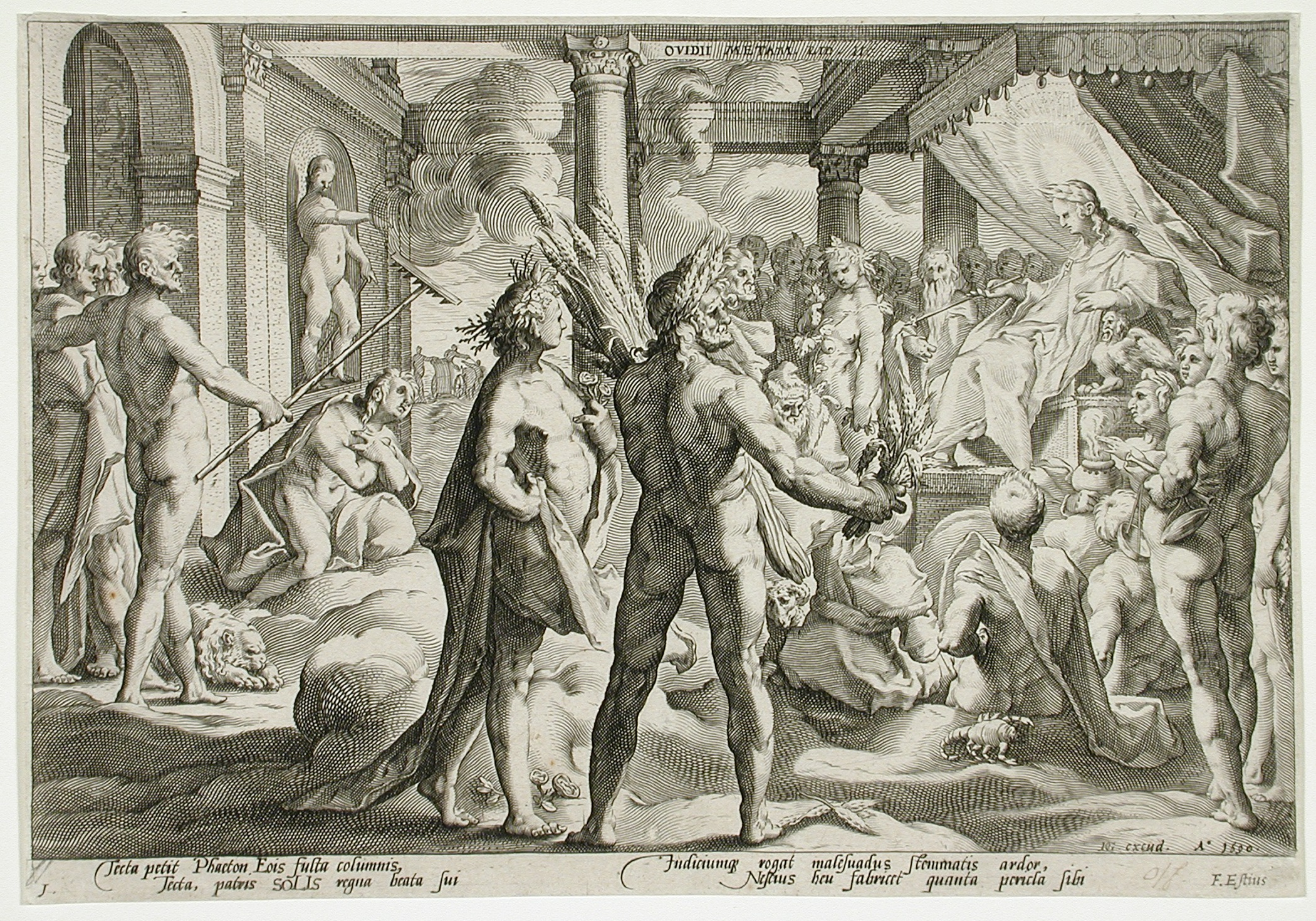
Phaëton vraagt om de zonnewagen.
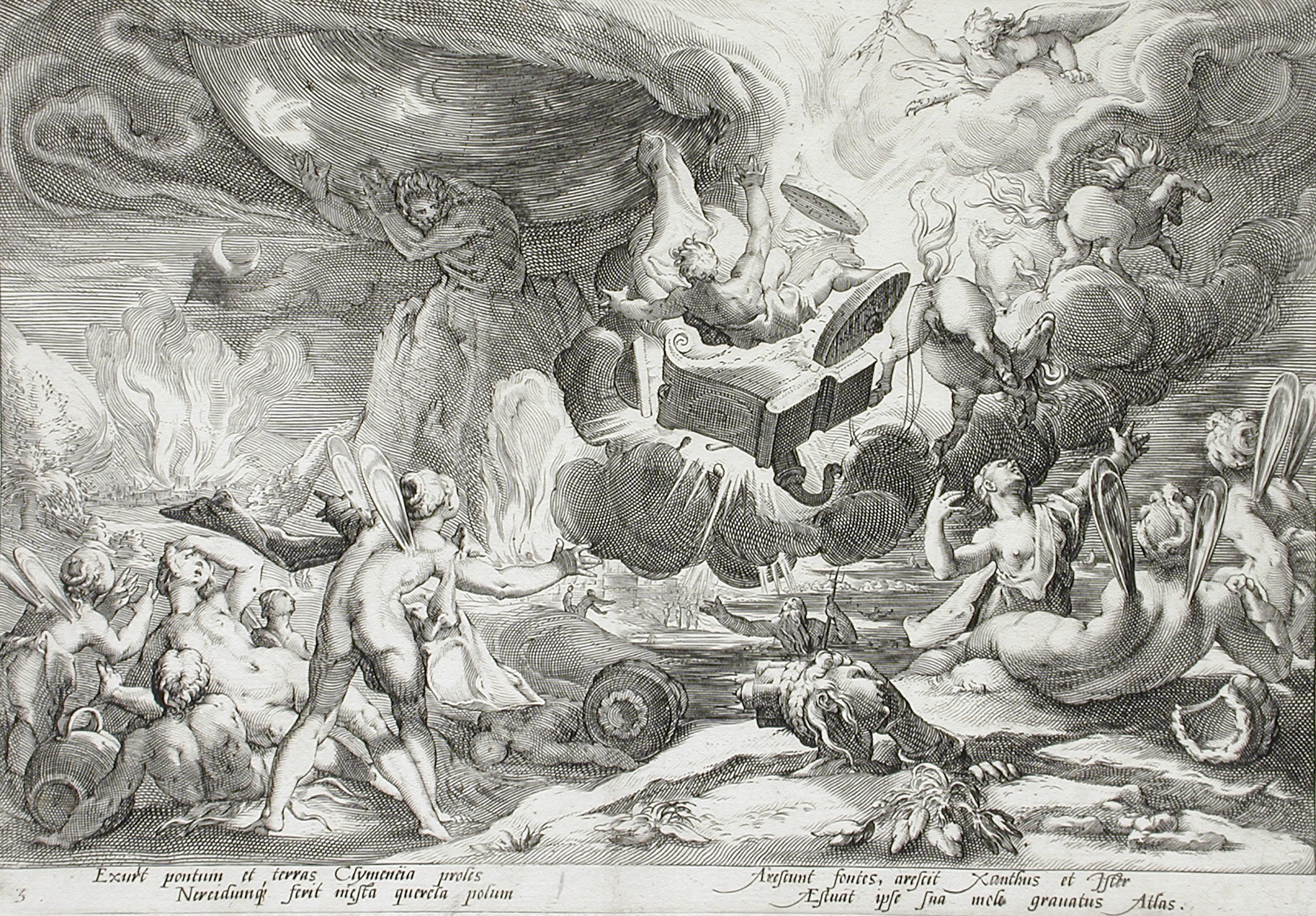
De val van Phaëton.
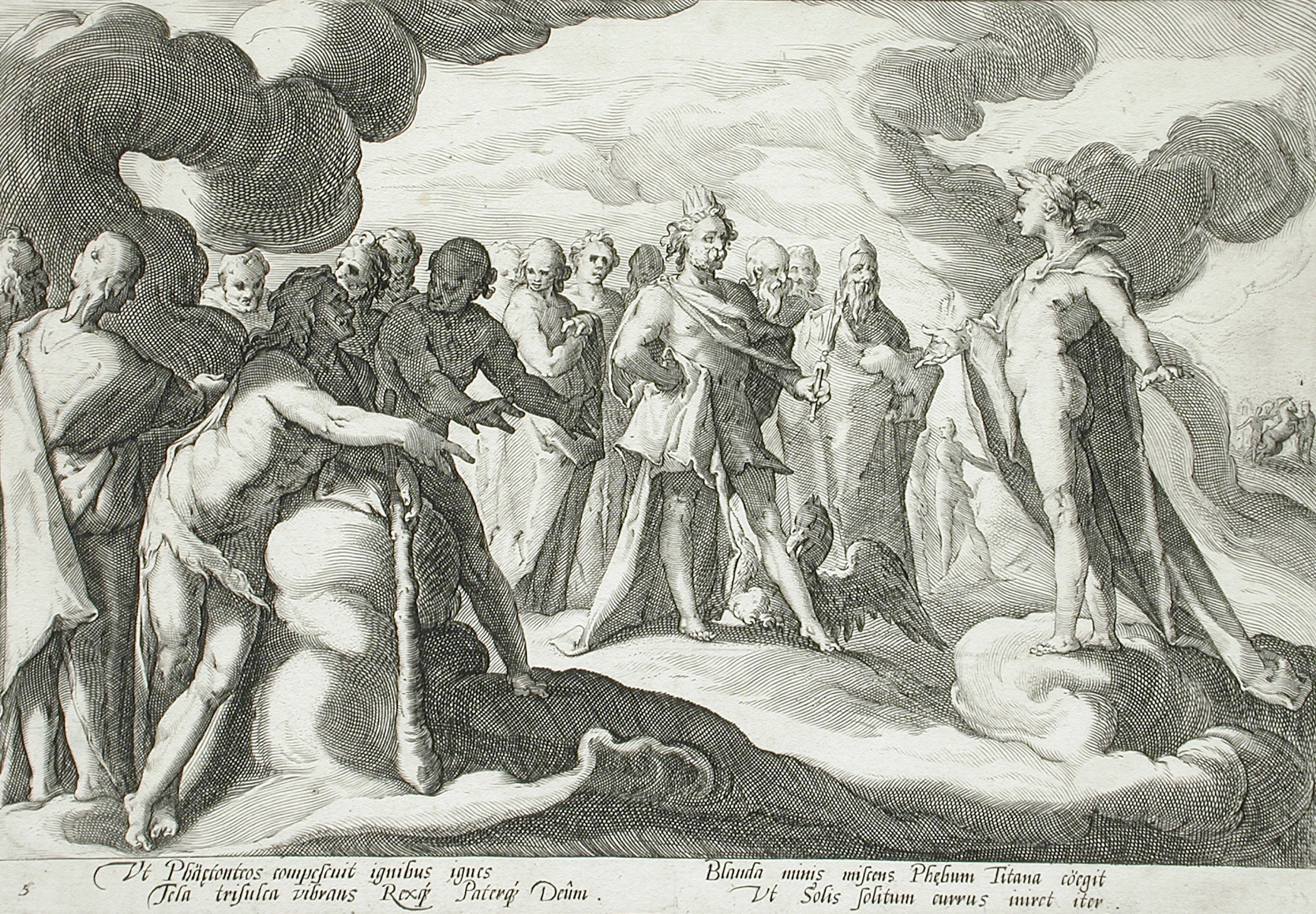
Jupiter en de andere goden vragen de Zonnegod in te grijpen.
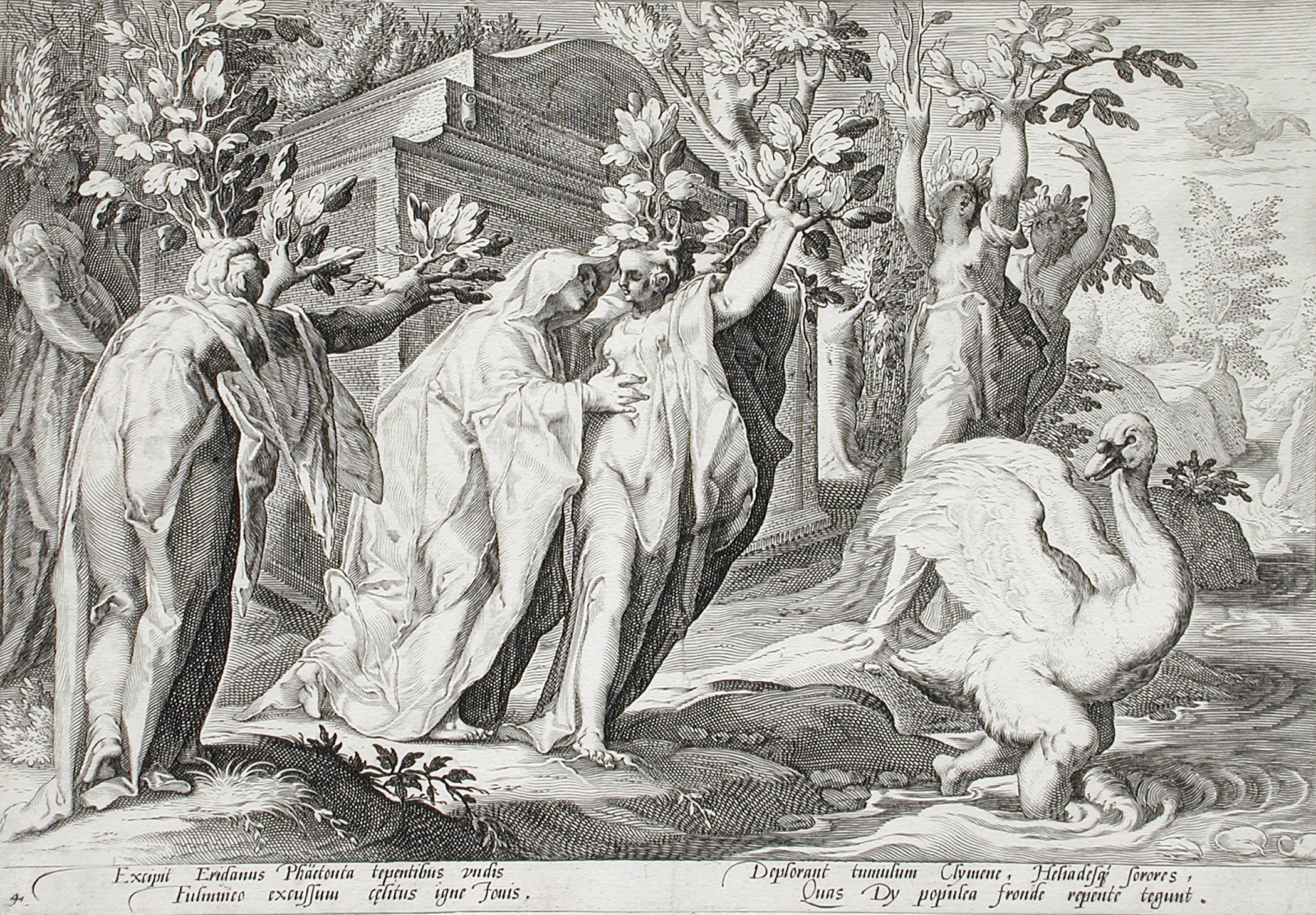
Phaëtons zussen veranderen in populieren en Cygnis in een zwaan.

## Interpretaties

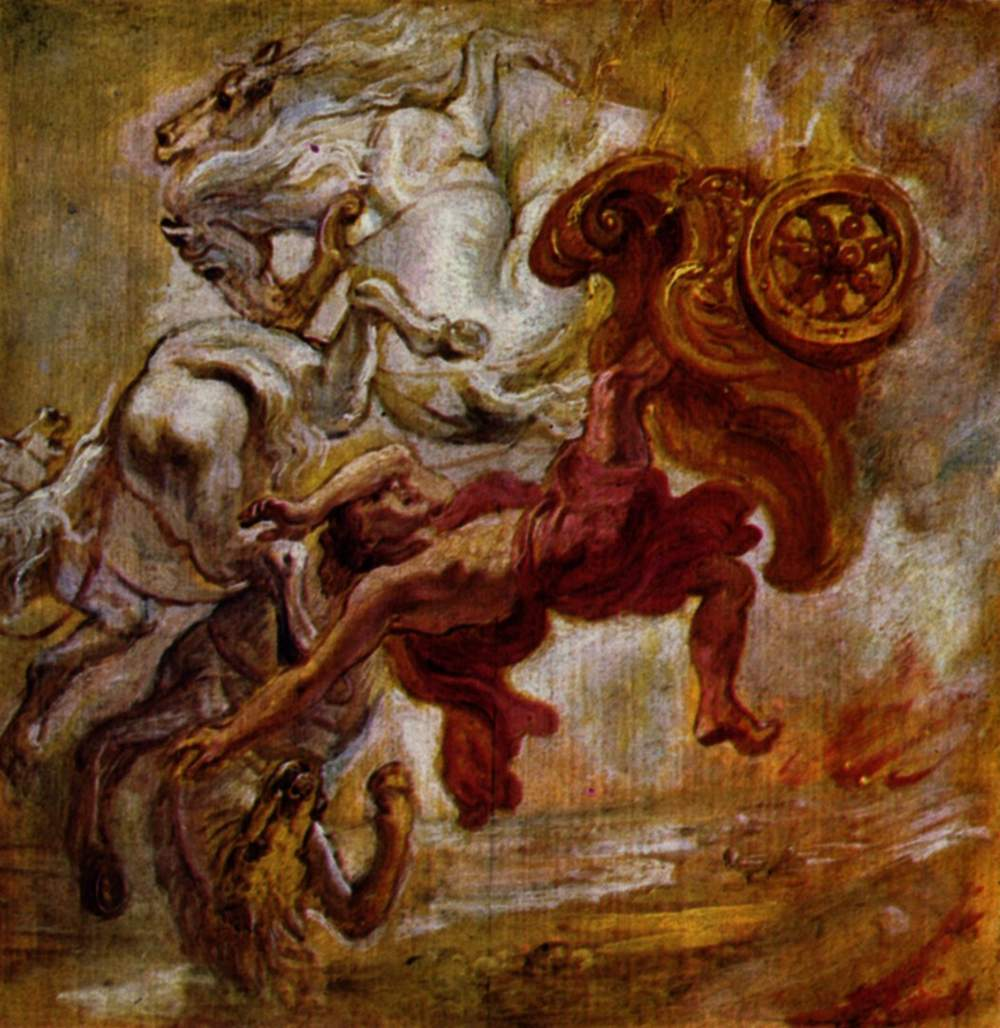
Peter Paul Rubens, De val van Phaëton, olieverfschets, Museum voor Schone Kunsten, Brussel

In zijn inleiding noemt Vondel het verhaal van Phaëton de "allerheerlijkste" van Ovidus' Metamorfosen, maar hij laat er meteen met een kwinkslag op volgen dat zijn keuze voor een klassieke mythe niet betekent dat hij het heidendom weer wil invoeren. Het toneelstuk moet worden gezien als amusement waarvan je ongemerkt ook nog iets opsteekt. En de klassieke fabels zijn ideaal om drie soorten kennis over te brengen, te weten kennis van "geschiedenis", "natuur" en "zeden". Met andere woorden, de kijker kan het toneelstuk op drie verschillende manieren interpreteren: 
1. De geschiedkundige kan het mythologische verhaal lezen alsof het een historische gebeurtenis beschrijft, waarbij ene Faëton de macht over zijn wagen verloor en de rivier Po in reed, waarna zijn zusters zo verlamd raakten van verdriet dat ze in populieren leken te veranderen.
2. Volgens de natuurkundige interpretatie verbeeldt Faëton het vuur en Klymene het water; het verhaal beschrijft dan hoe in de herfst door de hitte het water verdampt, waarna de drukkende warmte met een donderbui wordt afgekoeld.
3. Staatkundigen en zedevormers gebruiken Faëtons fabel om te leren dat de heerschappij over landen en volkeren moet worden toevertrouwd aan verstandige en voorzichtige mensen en niet aan "wulpen en onbeslepe harssens" (lichtzinnige domkoppen).

Met de keuze voor Ovidius voelde hij zich ook gesteund door een opmerking die Vossius ooit tegen hem maakte: "Als mijn pen de Metamorfosen van Ovidius had geschreven, dan zou blijken, dat er nooit een geleerder boek het licht had gezien."

## Opvoeringsgeschiedenis
De tekst van Faëton verscheen in 1663 in druk, een jaar voordat de door Philips Vingboons verbouwde Schouwburg van Van Campen geopend werd. Toch zou het stuk pas in 1685, zes jaar na Vondels dood, zijn première beleven. De nieuwe Amsterdamse Schouwburg bood alle gelegenheid voor kunst- en vliegwerk en daar werd bij de première dan ook dankbaar gebruik gemaakt, ook al was dit niet in de geest van Vondel, voor wie de taal belangrijker was dan het spektakel. Een voorbeeld voor de opvoering van 1685 was mogelijk de opera Phaeton van Jean-Baptiste Lully. De decors die in de jaren erna voor Vondels Faëton werden gebruikt, waren geschilderd door de kunstschilder Gerard de Lairesse.

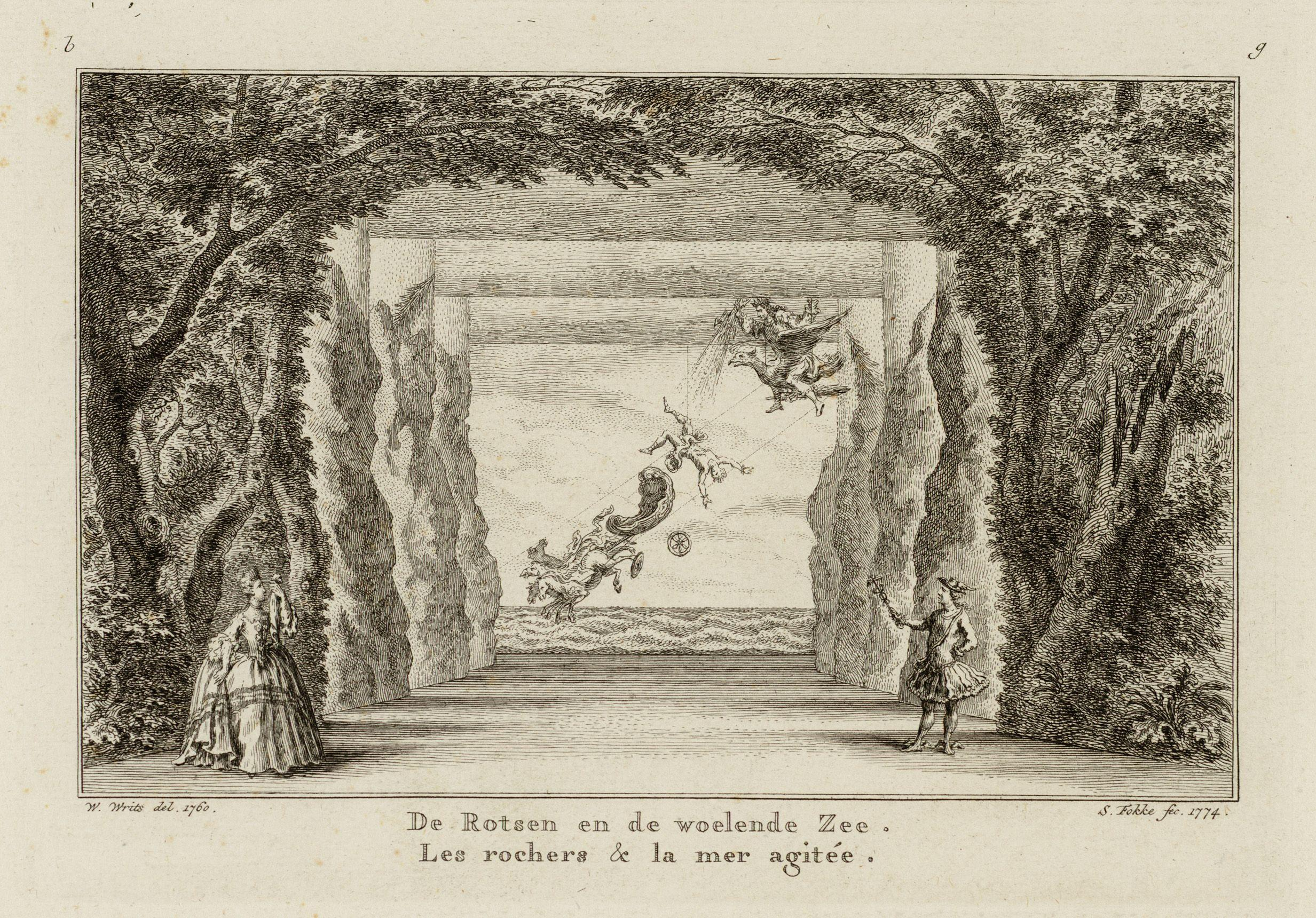
Simon Fokke, De rotsen en de woelende zee (met het decor van Gerard de Lairesse), 1760

Schouwburgregent Goverd Bidloo, die ook zelf toneelschrijver was en Vondels stuk had uitgebreid met zang en dans, gaf ter gelegenheid van de première een beschrijving van wat er op het toneel gebeurde. In de eerste scène daalt "de Nacht" neer "op een gestarnde Wolkwagen, omringt van Vleermuizen, en Nachtgedrochten." En als het "zeer kostelijk gebouwde Paleis van APOLLO geopent [is], ziet men heel ver van de Poort, door verscheide wolken een sterk schitterende Zon; en een weinig van daar, de twalef Zonnetekenen, alle doorschijnende en glans gevende aan de omzweevende Wolken, het Hof en de Perzoonen."
De ontknoping was spectaculair: "Na een vervaarlijk geweld van Donder en Blixem valt FAËTON met wagen en paarden uit de lucht, in den Padus. Hierop valt een verschiet (gordijn). en verschynen eenige Volkeren, overgebleven van den brand, danssende ter eere van JUPITER (...) gevolgd door 2 Boschgodinnen, zingende." Van de voorlaatste scène bestaat een prent waarop ook het decor van De Lairesse te zien is.
De aankleding van Bidloo viel in de smaak bij het publiek en het stuk werd tot aan 1761 regelmatig opgevoerd. Hierna raakten zowel Bidloos aanpak als Vondel zelf geleidelijk uit de gratie. Alleen Gijsbrecht van Aemstel mocht elk jaar zijn opwachting maken. In de negentiende eeuw werd Faëton maar één keer op het toneel gebracht, en wel in 1810 en nog steeds in de uitgebreide versie van Bidloo. Volgens schrijver en Vondelbezorger Jacob van Lennep was deze productie een aanfluiting. Op de aankleding was beknibbeld en er werd slecht geacteerd. Na drie opvoeringen werd de productie gestaakt.
Hoewel Faëton rond 1900 werd beschouwd als een van Vondels zwakste stukken werd het toch twee keer uitgekozen om in een herdenkingsjaar opgevoerd te worden, zowel in 1937 als in 1987, onder regie van respectievelijk Eduard Verkade en Hans Croiset. De productie van 1937 gebruikte voor het eerst de originele tekst van Vondel en de reien werden door Willem Pijper op muziek gezet als een Sprechgesang. De hoofdrollen werden gespeeld door Ank van der Moer als Klymene, Frits van Dijk als Febus, Louise Kooiman als Juno, Ben Groenier als Faëton en Willy Haak als Faem. De première vond plaats op 19 november in aanwezigheid van koningin Wilhelmina en minister Carl Romme. De recensies na afloop waren niet onverdeeld positief.
Terwijl Eduard Verkade in zijn productie vooral de taal van Vondel tot zijn recht wilde laten komen, behandelden Hans Croiset en tekstbewerker Guus Rekers het toneelstuk vijftig jaar later vooral als een eigentijdse fabel en vergeleken ze Faëtons noodlottige tocht met de kernramp van Tsjernobyl van een jaar eerder. In deze productie van Toneelgroep De Appel in Den Haag bestond het gezelschap uit Carol Linssen (Febus), Christine Ewert (Klymene), Alexander van Heeteren (Faëton) en Will van Kralingen (Juno). De waardering voor zowel de opvoering als de tekst van Vondel viel voor het eerst in lange tijd weer redelijk positief uit.

### Edities
- Vondel, J. v., 1663, J. V. Vondels Faëton of Reuckeloze Stoutheit. Treurspel, Amsterdam, Voor de Weduwe van Abraham de Wees
- Moller, H.W.E. (red.), 1937, Faëton of Reuckeloze Stoutheit. Treurspel in Sterck, J.M.F. e.a. (red.), De werken van Vondel. Deel 10. 1663-1674, Amsterdam, De Maatschappij voor goede en goedkoope lectuur (Wereldbibliotheek), naar de uitgave van 1663; te lezen op DBNL(KB)
- Konst, J.W.H. (red.), 2004, Jeptha, of offerbelofte. Koning David hersteld. Faëton, of roekeloze stoutheid, Amsterdam, Bert Bakker (spelling gemoderniseerd); te lezen op DBNL(KB)

### Secundaire literatuur
- (nl)  Schreiner, Gerth, 1937, Tragedie van het hart, in: De Gemeenschap (jaargang 13), p. 591-600
- (nl)  Zijderveld, Arie, 1939, Faëton, in: Tijdschrift voor Nederlandse Taal- en Letterkunde (jaargang 58), p. 185-197
- (nl)  Peters, P., 1940, Een nieuwe Vondeluitgave, in: Onze Taaltuin (jaargang 8)
- (nl)  Smit, W.A.P., 1962, Faëton, in: Van Pascha tot Noah. Deel 3: Koning David-spelen - Noah, p. 282-345
- (nl)  Rens, Lieven, 1969/70, Het clair-obscur in Vondels drama, in: Spiegel der Letteren (jaargang 12), p. 81-175
- (nl)  Amir, Ton & Groen, Marisa, 1987/88, De opvoeringsgeschiedenis van Vondels treurspel Faëton, in: Spektator (jaargang 17), p. 431-446
- (nl) Goossens, Eymert-Jan; 1996, Schat van beitel en penseel, Zwolle, Waanders
- (nl) Leeflang, H. & Luijten, G. (red.), 2003, Hendrick Goltzius (1558-1617). Tekeningen, prenten en schilderijen, Zwolle, Waanders
- (nl) Leeuwe, Hans de, 2003, De Amsterdamse schouwburg in 1795, Zutphen, Walburg Pers
- (nl)  Korsten, Frans-Willem, 2006, De waarde van hypocrisie: Vondels spel met politiek en religie in Lucifer, Salmoneus en Faëton, in: Tijdschrift voor Nederlandse Taal- en Letterkunde (jaargang 122), p. 97-116